# Inspektorat Sosnowiec Armii Krajowej
Inspektorat Sosnowiec Armii Krajowej – terenowa struktura Okręgu Śląsk ZWZ - AK - DSZ. Kryptonim „Przemysł”.

## Struktura organizacyjna
Inspektorat Sosnowiec AK obejmował większość Zagłębia Dąbrowskiego (z wyjątkiem włączonej do GG wschodniej części ziemi olkuskiej) oraz zachodnią części Zagłębia Krakowskiego (rejon Chrzanowa i Jaworzna), które zaanektowała III Rzesza. W skład inspektoratu wchodziły:
- Obwód Sosnowiec „Sztolnia”
- Obwód Będzin „Szyb”
- Obwód Olkusz „Srebro”
- Obwód Chrzanów „Stal”
- Podinspektorat Zawiercie

## Komendanci Inspektoratu
- mjr Roman Kałuziński ps. „Burza”, „Piwiarz” (luty 1941 – 28 maja 1942)
- kpt. Józef Badach-Rogowski ps. „Czaharski”, „Skiba” (lato 1942 – kwiecień 1943)
- ppor./por. Stefan Nowocień ps. „Prawdzic”, „Sztygar” (maj 1943 – 13 grudzień 1943)
- ppor./por./kpt. Lucjan Tajchman ps. „Buda”, „Wirt” (grudzień 1943 – wrzesień 1945)[2]